# Czarni Lwów

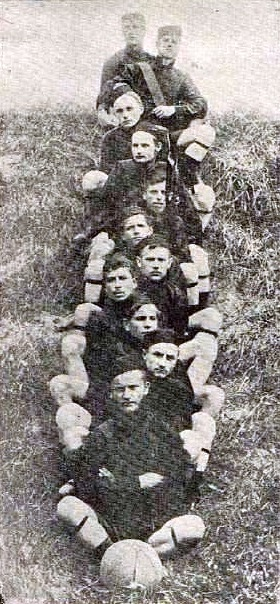
Primer equipo de 1903

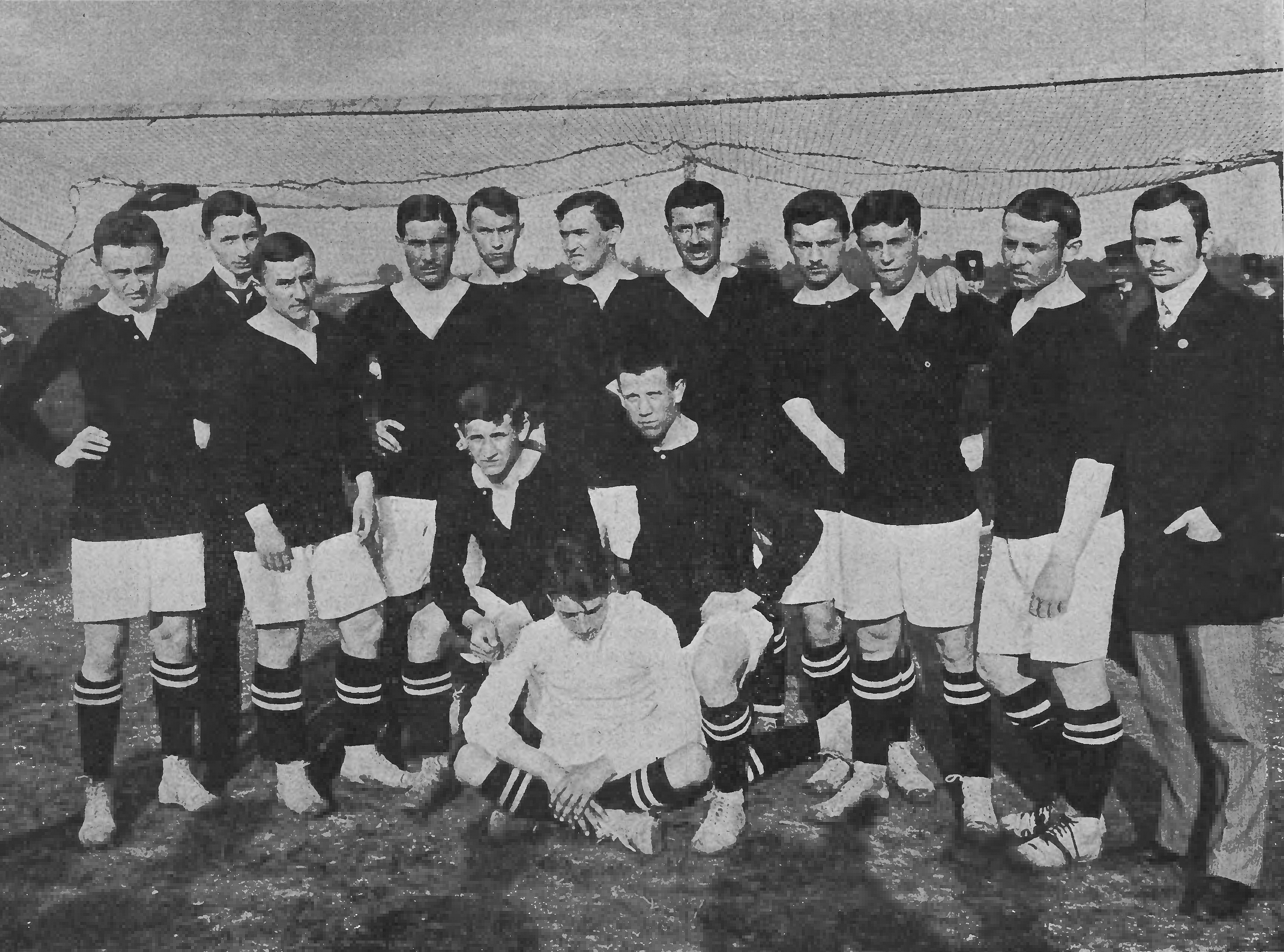
El Czarni Lwów de 1909

El Czarni Lwów fue un equipo de fútbol de Polonia que jugó en la Ekstraklasa, la primera división nacional.

## Historia
Fue fundado en agosto del año 1903 en la ciudad de Lwów con el nombre Sława Lwów como un club multideportivo con varias secciones, donde destacaron las de fútbol y hockey sobre hielo. Luego de que se volvió profesional cambiaron su nombre por el de Czarni Lwów.
En 1911 fue uno de los equipos fundadores de la Asociación Polaca de Fútbol y es considerado el primer equipo de fútbol de Lwów y su nombre era por el color de su uniforme, el cual era negro, así como el más popular. El club era de carácter militar ya que representaba a la milicia civil local. Durante casi cien años, se consideró comúnmente, aunque erróneamente, el equipo de fútbol más antiguo establecido por polacos en Polonia, pero ese mérito le pertenece al Lechia Lwów, que fue fundado solo unos días antes que Czarni Lwów.
Luego del éxito en la historia del fútbol polaco, pasó lo opuesto con los años, jugaron siete temporadas en la Ekstraklasa, hicieron 141 puntos y un gol diferencia de -66, su mejor ubicación en la tabla fue octavo lugar en 1928, descendiendo en 1933. y su sección de hockey sobre hielo gana el título nacional el mismo año.
Al alo siguiente cambia su nombre por el de Wojskowo–Cywilny Klub Sportowy Czarni Lwów, y tres años después el club desaparece luego de que la NKVD arrestara a la mayor parte de sus miembros luego de que inicia la Segunda Guerra Mundial.

## Rivalidad
Su principal rival fue el Pogoń Lwów, equipo con el que jugaba el Derbi de Lwów, el cual fue dominado por el Pogon que ganó ocho de los 14 partidos ante solo dos victorias del Czarni.

## Nombres anteriores
- 1903 – I. Lwowski Klub Piłki Nożnej „Sława”
- 1905 – I. Lwowski Klub Piłki Nożnej „Czarni”
- 20 de febrero de 1909 – I. Lwowski Klub Piłki Nożnej „Czarni” we Lwowie
- 22 de noviembre de 1910 – I. Lwowski Klub Sportowy „Czarni” we Lwowie
- 1 de noviembre de 1936 – I. Wojskowo–Cywilny Klub Sportowy „Czarni”

## Récords
- Más apariciones - 143, Franciszek Chmielowski
- Más goles - 57, Rochus Nastula
- Máximos goleadores - Rochus Nastula en la temporada de 1929
- El jugador más joven - Antoni Wronka, 17 años 87 días
- El goleador más joven - Antoni Wronka, 17 años 97 días
- El jugador más viejo - Stefan Witkowski, 38 años, 298 días
- El goleador de mayor edad - Stefan Witkowski, 36 años 188 días
- La victoria más amplia en la liga: 6: 0 contra 1.FC Katowice el 16 de junio de 1929 en Katowice
- La peor derrota en la liga: 0: 8 con Cracovia el 1 de noviembre de 1929 en Cracovia.